# Wugang (Pingdingshan)
Koordinaten: 33° 18′ N, 113° 32′ O
Die Stadt Wugang (chinesisch 舞鋼市 / 舞钢市, Pinyin Wǔgāng Shì) ist eine kreisfreie Stadt im Zentrum der chinesischen Provinz Henan, die zum Verwaltungsgebiet der bezirksfreien Stadt Pingdingshan gehört. Sie hat eine Fläche von 629 km² und zählt 321.800 Einwohner (Stand: Ende 2018).

## Administrative Gliederung
Auf Gemeindeebene setzt sich die kreisfreie Stadt aus vier Straßenvierteln, drei Großgemeinden und fünf Gemeinden zusammen. 